# Professional Women's Network
Professional Women's Network (PWN) este o organizație internațională care promoveaza egalitatea de șanse în domeniul businessului și în domeniul  societății prin dezvoltarea profesională și prin crearea de rețele internaționale și transindustriale, online. PWN este o organizație non-profit care sprijină femeile din întreaga lume să-și atingă obiectivele profesionale prin dezvoltare - conectare - comunicare. PWN este susținută de cotizațiile anuale și de parteneriatele strategice.

## Date generale
PWN  oferă o platformă unică pentru conectarea  profesioniștilor, cu domenii asemenatoare, din întreaga lume; pentru a dezvolta abilitățile și competențele și pentru a împărtăși experiența și cunoștințe.  Membrii  comunității globale PWN  poț accesa o rețea profesională globală pregătită la nivel mondial, care îi poate ajuta  să își atingă aspirațiile în carieră.
Învăța din diverse surse (evenimente locale, îndrumare, forumuri, seminarii web și conținut dinamic) cum își pot  dezvolta cariera și pot influența echilibrul de gen la nivel global .
PWN are ca obiective  o mai bună luare a deciziilor, sustenabilitate economică și o societate mai fericită, prin utilizarea a 100% din talentul lumii.
Dorește să creeze o mișcare a oamenilor care  să accelereze ritmul actual al schimbării către o conducere echilibrată de gen.
Există pentru a conecta oamenii prin rețeaua globală unică, inspirând liderii de astăzi să formeze lideri de mâine. 
Membrii comunității globale PWN se pot sprijini reciproc,  vor învăța lucruri noi  care vor crea planuri de acțiune durabile pentru un viitor cât mai egal în leadership .
Beneficiind de 100% din talentul mondial va avea ca rezultat o mai bună luare a deciziilor și o societate mai durabilă și mai fericită din punct de vedere economic.
PWN își propune să aibă impact asupra femeilor și bărbaților, familiile acestora ; corporațiile și instituții de colaborare, instituții academice; alte rețele, forumuri și susținători ai egalității de șanse în conducere.
Valorile pe care PWN își bazează existența sunt: respect ,curaj ,gratitudine,inteligența colaborativă excelentă , talent și progres .

## Atribuții
	Întâlniri și împărtășirea  ideilor  cu oameni dintr-o gamă variată de industrii, niveluri de vechime și locații geografice - prin intermediul platformei online sau la evenimente locale face-to-face  .
Crearea de alianțe și dezvoltarea afacerilor  împreună într-o situație sigură și profesională.
Dezvoltarea cunoștintelor  și abilităților  .
Construirea și perfecționarea abilităților și competențelor practice.
	600 de evenimente fizice, în întreaga lume, în fiecare an.
Forumuri interactive pentru membrii PWN 
Rețele globale online avansate, precum și rețele locale de tip face-to-face
	Oportunități de voluntariat - o modalitate excelentă de a-ți construi abilitățile într-un mediu sigur
	Programe de mentorat online sau la nivel local . 
	Programe internaționale de mentorat virtual pentru liderii de vârf .
	Implicarea în proiecte finanțate de UE, cum ar fi proiectul "ME-ToTEM Mentoring."
	Ofera  acces la cele mai recente cercetări privind conducerea echilibrată a genurilor.
	Colaborarea , dezvoltarea si impartirea celor mai bune practici pentru a ajuta organizațiile să angreneze  bărbații în dezvoltarea femeilor.
	Furnizeaza  servicii exclusive pentru liderii executivi
	Parteneriate strategice cu alte rețele și evenimente, inclusiv Forumul femeilor, SAIS, WIN, JUMP, WiL, NASEBA, Global Summit, GWAL

## Organizații
O federație formată din mai multe rețele cu sediul central în țările în care președinții au dreptul de vot. PWN Global conectează mii de membri în rețelele naționale: *Amsterdam ,* Barcelona , *Bruxelles ,* București ,  *Copenhaga , *Dublin , *Frankfurt , *Istanbul , Londra , Lisabona , Lyon ,*Madrid ,* Marsilia-Provence ,* Milano , *Muntenegru , *Nisa-Côte d'Azur ,*Oslo ,* Paris ,*Roma ,  *Sao Paulo ,*Stockholm , *Viena , *Varșovia și  Zug și Zurich

## Profesional Women's Network România
O cercetare largă arată că un set larg de beneficii pentru afaceri este asociat cu diversitatea de gen . Aceasta include o performanță financiară îmbunătățită , o mai bună punere în valoare a acționarilor, o creștere a satisfacției clienților și a angajaților, o creștere a încrederii investitorului și o mai bună cunoaștere și reputație a pieței.
În prezent, femeile ocupă doar 15% din funcțiile de conducere în societățile cotate la bursă din Uniunea Europeană și doar 2% dintre acestea sunt directori generali. Un aspect negativ se observă și în România, unde chiar mai puține femei sunt promovate în calitate de directori .
Este necesară o abordare holistică pentru a sprijini femeile să spargă plafonul de sticlă și să-și dezvolte cariera. Mai multe părți pot contribui la acest lucru.
Companiile ar trebui să promoveze transferul de cunoștințe, să urmeze cele mai bune practici pentru atragerea  populației  în cadrul procesului de egalizare a sanselor pe piața muncii.
Diferite programe care sprijină femeile în carieră, cum ar fi cele de mentorat și coaching, ar aduce beneficii mari în această direcție.
Guvernul este cel care poate oferi cel mai bun sprijin prin elaborarea unor politici care să faciliteze accesul femeilor la funcțiile de vârf
PWN România urmează o abordare sistemică în sprijinirea membrilor săi individuali în procesul de accelerare a carierei. Oferă instruire de mentorat, coaching și leadership, asistă companiile în elaborarea programelor de diversitate de gen și sprijină orice politică publică care urmărește să ofere femeilor acces la poziții de luare a deciziilor.